# John Daversa
John Daversa (Canoga Park, Californië, 2 oktober 1972) is een Amerikaanse jazztrompettist, electronic valve instrument-speler, componist, arrangeur, bigbandleider en pedagoog.

## Biografie
Daversa stamt uit een muzikale familie, zijn vader speelde trompet bij Stan Kenton en zijn moeder werkte samen met Andy Williams. Al op jonge leeftijd was hij bezig met muziek.
Hij treedt regelmatig op met de door hem in 1996 opgerichte John Daversa Progressive Big Band, alsook met de John Daversa Small Band. Hij heeft opgetreden als gastdirigent en als solist op allerlei jazzfestivals, waaronder het festival in Montreux. Hij bezet de leerstoel voor Studio Music and Jazz aan de University of Miami, Frost School of Music en leidt de Frost Concert Jazz Band.
Daversa heeft gewerkt met Fiona Apple, Burt Bacharach, Joe Cocker, Andraé Crouch, Herbie Hancock, Bob Mintzer Big Band, Renee Olstead, Regina Spektor, Andy Williams en The Yellowjackets. Hij werkte mee aan film- en tv-producties, waaronder The Five-Year Engagement, Key and Peele, The King of Queens en Promised Land.
Zijn album Kaleidoscope Eyes: Music of the Beatles (BFM Jazz, 2015) kreeg Grammy Award-nominaties in de categorieën 'Best Large Jazz Ensemble Album', 'Best Arrangement', 'Instrumental or A Cappella' en 'Best Arrangement, Instrumental and Vocals'. De plaat kreeg zes gouden medailles bij de Global Music Awards, 2016.

## Discografie
- Live at Catalina's (Daversafications, 2009)
- Junk Wagon: The Big Band Album (BFM Jazz, 2011)
- Artful Joy (Challenge, 2012)
- Kaleidoscope Eyes: Music of the Beatles (BFM Jazz, 2015)[6]

- Bibsys: 6008809
- Gemeinsame Normdatei: 1169096840
- International Standard Name Identifier: 0000 0000 4393 7064
- Library of Congress Control Number: no00037675
- Virtual International Authority File: 46303823
- WorldCat: E39PBJqfMKVR3MFd94RrhWKDbd